# Карахарманское морское сражение
Карахарманское морское сражение (тур. Karaharman Deniz Muharebesi) — морское сражение, произошедшее в 1625 году, между флотилией запорожских казаков и флотом Османской империей под командованием капудана-паши Топала Реджепа-паши. Сражение завершилось победой османского флота.

## Предыстория
Запорожские и донские казаки совершали набеги на черноморское побережье Османской империи, подвергая города и селения разграблению и разрушению. Казаки даже достигали Стамбула, окрестности которого неоднократно разоряли. Весной 1625 года для защиты от возможных казацких набегов был снаряжён флот, состоявший из 43 галер.
Командование флотом было поручено капудану-паше Топалу Реджепу-паше. Флот покинул гавань Стамбула и отправился в Кафу, где пробыл два месяца. Летом того же года османская эскадра направилась в сторону Варны, где успешно патрулировала окрестности Калиакрии, Килии и Мангалии. Вскоре Топал Реджеп-паша получил известие, что флот запорожских казаков, численностью 300 чаек, находится в Чёрном море.

## Датировки сражения
Ряд исследователей называют разные даты сражения. Михаил Грушевский относил битву к концу июня или к началу июля 1625 года, но возможно эта датировка ошибочна. Р. Левакович относил дату сражения к 6 августа или 27 июля по старому стилю. Эта датировка считается более верной, поскольку она согласуется с донесением английского посла Томаса Ро от 30 июля.

## Силы запорожских казаков
Согласно османским источникам и версии Мустафы Наимы численность чаек казаков была в разы больше чем турецких галер. Наима писал, что «на одну галеру нападало почти по 20 чаек». Наима оценивал численность казачьего флота в 350 лодок. Английский посол Ро оценивал численность казачьего флота по рассказам участников сражения свыше 400 «фрегатов».
Грушевский оценивал силы казаков численностью около 205 чаек, но он также писал об участии в сражении донских казаков. О численности казаков, участвовавших в битве, существуют различные данные. Согласно разным исследованиям численность казаков насчитывала более 10 тысяч человек, поскольку Наима писал, что «каждая... чайка насчитывала пятьдесят вооруженных ружьями казаков».

## Сражение
В начале сражения турки выставили 21 галеру из 43, которые имелись у них в наличии. Преимущество казаков было не только в их численности, но и в том, что на море был штиль, который был благоприятен для казачьих чаек, поскольку они не имели парусов. В сражении на стороне казаков принимал участие султан Яхья, самозванец, выдававший себя за сына Мехмеда III. Его роль в военных походах казаков сильно преувеличена, поскольку он не был командующим. В ходе сражения казаки неоднократно атаковали флагманский корабль капудана-паши, узнав его по трём фонарям, которые украшали корму.
Казаки пытались забраться на флагманский корабль и понесли тяжёлые потери от пушечной и ружейной стрельбы. Несмотря на огромные потери 200 казаков забрались на корабль Топала-Реджепа-паши и пытались взять его на абордаж. Во время боя гребцы-невольники, состоявшие в основном из казаков, перестали грести вёсла, лишая галеру возможности двигаться и маневрировать. Казаки завладели рулём (или по другой версии кормой) галеры, но турки отбросили казаков с флагманского корабля. Казаки захватывали другие галеры и как сообщают источники «мусульмане, видя неминуемую погибель, припадали к Земле, моля помочи в бога».
Затем поднялся сильный ветер, который мешал двигаться казачьим чайкам, тогда как турецкие галеры на парусах смогли прийти на помощь тем галерам, которые были в тяжелом положении. Из-за сильного ветра казаки стали отступать, но попали под сильный артиллерийский огонь с турецких галер и понесли тяжёлые потери. Оставшиеся казаки отступили на 30 чайках с места сражения.

## Потери и последствия
Османские источники сообщают об огромных потерях запорожских казаков, упоминая, что турки захватили более 170 чаек и более 780 казаков, а также потопили более 100 чаек. Османские источники сообщают о тысячах трупах казаков, которые плавали в море на перевёрнутых лодках.
Французский посол граф де Сези сообщал, что «турки захватили в плен 270 казаков». Де Сези писал, что погода не была благоприятной для казаков: «Если бы не северный ветер, который помог Баше, то казаки разгромили бы его армию, храбро атаковав на 380 лодках».
Топал Реджеп-паша вернулся с победой в Стамбул и султан Мурад IV передал ему, что «Вам не подобает предлагать службу в этих местах, сделайте несколько перерывов». Султан ввёл Топала Реджепа-пашу в диван и назначил на должность визиря.